# Гарштедт
Гарштедт (нім. Garstedt) — громада в Німеччині, розташована в землі Нижня Саксонія. Входить до складу району Гарбург. Складова частина об'єднання громад Зальцгаузен.
Площа — 14,93 км2. Населення становить 1430 ос. (станом на 31 грудня 2021).